# Il lungo silenzio (romanzo)
Il lungo silenzio (The Long Loud Silence) è un romanzo di fantascienza post apocalittica dello scrittore statunitense Wilson Tucker edito nel 1952. In Italia è stato pubblicato per la prima volta nel 1954 con il titolo Il silenzio della morte.

## Storia editoriale
Una diffusa diceria vorrebbe che nel 1952 il romanzo sia stato pubblicato con il finale censurato, eliminando i paragrafi che vedevano il protagonista abbandonarsi al cannibalismo. L'autore ha spiegato che la storia della censura è inesatta e che l'editore ha semplicemente chiesto a Tucker di rielabolare il finale, cosa che egli ha fatto di buon grado ritenendolo, a posteriori, troppo macabro. L'epilogo originale è stato inserito in appendice ad alcune versioni successive del romanzo.

## Trama
Gary, un caporale dell'esercito statunitense, si sveglia in una stanza d'albergo nell'Illinois dopo una grande sbronza. Scopre che la città è deserta e la vista di un grosso cratere nella strada gli fa capire che il paese è stato oggetto di un attacco nemico. L'unico altro sopravvissuto che incontra è una ragazza diciannovenne, Irma Sloane, con la quale inizia un viaggio in macchina. Giunti a Chicago, la trovano devastata e in fiamme. Guidano verso ovest, solo per scoprire che quasi tutti i ponti sul fiume Mississippi sono stati fatti crollare; l'unico ponte rimasto è sorvegliato dalle truppe dell'esercito sul lato occidentale, che sparano a chiunque cerchi di attraversare. Qui Gary abbandona Irma e continua il viaggio da solo, scoprendo lungo la strada che gli Stati Uniti orientali sono stati bersagliati da armi batteriologiche e isolati in quarantena, poiché l'intera popolazione è contagiata dalla peste polmonare. Sono sopravvissuti solo pochi individui naturalmente immuni.
Gary è determinato ad attraversare il Mississippi che divide in due la zona isolata da quella non contaminata. Si unisce a un soldato sbandato, ex insegnante di scuola, Jay Oliver. Nel Kentucky si accampano sulle colline poco distanti da un ponte intatto ma presidiato dall'esercito, in attesa che i militari permettano alle persone di attraversare. Una donna di nome Sally si unisce a loro, offrendo sesso in cambio di cibo e protezione. Dopo aver capito che è impossibile attraversare, i tre decidono di raggiungere la Florida per passare lì l'inverno; giunti sulla costa che si affaccia sul Golfo del Messico, si introducono in una capanna di pescatori. Dopo alcuni mesi la donna rimane incinta ed esprime la sua preferenza per Oliver; Gary decide quindi di andarsene.
L'inverno successivo si trova vicino al confine tra Canada e Stati Uniti. Si sveglia una notte in un'auto abbandonata e vede una ragazzina correre verso di lui, inseguita da uomini armati. Gary spara agli uomini e salva la giovane, Sandy Hoffman, a cui gli inseguitori avevano ucciso il fratello. Sandy accompagna Gary sulla scena dell'omicidio e scopre che il corpo del fratello è stato parzialmente smembrato pronto per essere mangiato da quelli che si rivelano essere cannibali. Gary scorta la giovane fino a casa, una fattoria dove vivono la madre e il padre. Per gratitudine, il padre si offre di dare ospitalità a Gary, a patto che egli li aiuti a difendere fattoria.
Trascorso l'inverno nella fattoria, la primavera seguente Gary parte per Washington DC, sperando di trovare lì una forma di governo. Mentre attraversa l'Ohio, si imbatte in un convoglio di camion militari assaltato da una banda di sbandati. Si unisce ai soldati nella difesa respingendo gli attaccanti. L'ufficiale comandante lo ringrazia, ma chiarisce che non può permettergli di unirsi a loro: stanno tornando dall'ovest trasportando l'oro di Fort Knox. Gary si offre di riparare uno pneumatico di uno dei mezzi danneggiato nello scontro, ma lascia l'aria libera di uscire lentamente in modo tale da costringere il convoglio a fermarsi nuovamente più avanti. Gary raggiunge i militari fermi ne uccide la maggior parte, rubando una divisa, un camion e fuggendo con esso. Guida verso il ponte sul Mississippi dove, grazie alla divisa, viene lasciato passare. Ma ben presto viene scoperto e deve fuggire nella campagna; viene etichettato come "agente nemico" e braccato. Una delle scuse del governo per tenere in quarantena l'est è che spie nemiche tenterebbero di infiltrarsi dagli Stati Uniti orientali, giustificando così la cruda repressione. Gary scopre di essere portatore della peste e che tutti coloro con i quali entra in contatto, si ammalano contaminati a morte. Rendendosi conto di non avere futuro nell'ovest ritorna oltre il fiume. Dopo anni ritrova Irma, la ragazza che aveva incontrato all'inizio della storia, in Illinois, unendosi a lei.
Nel finale alternativo Gary incontra Irma che tenta di assassinarlo per mangiarne il corpo ma l'uomo sopravvive alla trappola organizzata dalla donna uccidendola per nutrirsi del suo cadavere.

## Personaggi
Gary RussellIl cinico trentenne, veterano della Corea, caporale della Quinta Armata. Dopo una colossale sbronza si risveglia in una camera d'albergo in una città deserta, colpita da armi batteriologiche.
Irma SloaneUna diciannovenne incontrata da Gary lungo la strada, ossessionata dai gioielli che accumula compulsivamente. Viaggerà verso occidente con Gary, con il quale avrà un rapporto, per poi essere abbandonata una volta arrivati al fiume Mississippi. Rincontrerà l'uomo anni dopo.
Jay OliverUn soldato del genio, ex insegnante che si aggrega a Gary nel tentativo si spostarsi verso ovest.
Sally: La ragazza incontrata da Gary e da Jay lungo il viaggio. Si offrirà ad entrambi in cambio di cibo e protezione. Tra i due sceglierà di rimanere con Jay.
Sandy HoffmanLa dodicenne a cui alcuni sbandati hanno ucciso il fratello per mangiarlo. Salvata da Gary lo ospita per l'inverno nella fattoria con la sua famiglia.

## Edizioni
- (EN) Wilson Tucker, The Long Loud Silence, 1ª ed., New York, Rinehart, 1952.
- Wilson Tucker, Il silenzio della morte, traduzione di Armando Silvestri, n. 13, Il Girasole, Biblioteca Economica Mondadori, Milano, Mondadori, 1954.
- (DE) Wilson Tucker, Das endlose Schweigen, n. 4, Terra Sonderband, Moewig, 1958.
- (ES) Wilson Tucker, El Clamor del Silencio, Infinitum, Producciones Editoriales, 1975.
- Wilson Tucker, Il lungo silenzio, traduzione di Armando Silvestri, n. 40, Futuro. Biblioteca di Fantascienza, Roma, Fanucci, 1978.
- (SV) Wilson Tucker, Den långa tystnaden, Alpha Science Fiction, Kindberg, 1979, ISBN 91-85668-10-9.
- Wilson Tucker, Il lungo silenzio, traduzione di Armando Silvestri, n. 23, Biblioteca di Fantascienza, Roma, Fanucci, 1990, ISBN 8834700813.
- Wilson Tucker, Il lungo silenzio, traduzione di Armando Silvestri, n. 104, Collezione Urania, Milano, Mondadori, 2011.